# Porrentruy
Porrentruy (prononcé [pɔʁɑ̃tʁɥi]) (en patois jurassien : Poérreintru et en allemand : Pruntrut) est une commune suisse située dans le canton du Jura dans la région de l'Ajoie. Elle est le chef-lieu du district de Porrentruy. Elle est la troisième commune du canton du Jura par sa population.

## Géographie

Vue aérienne (1950).

La commune de Porrentruy se situe à l'extrême nord-ouest de la Suisse, dans le canton du Jura. Elle est le chef-lieu du district de Porrentruy et fait partie du domaine géographique de la vallée de l'Allaine dans la région ajoulote. Elle est traversée par l'Allaine, une rivière affluente du Doubs.
Le territoire de Porrentruy s'étend sur 14,75 km2. Lors du relevé de 2013-2018, les surfaces d'habitations et d'infrastructures représentaient 24,5 % de sa superficie, les surfaces agricoles 34,5 %, les surfaces boisées 40,2 % et les surfaces improductives 1,1 %.
| Bure       | Courchavon | Cœuve     |
| Courtedoux | Porrentruy | Alle      |
|            | Fontenais  | Courgenay |

## Urbanisme
La commune est desservie par :

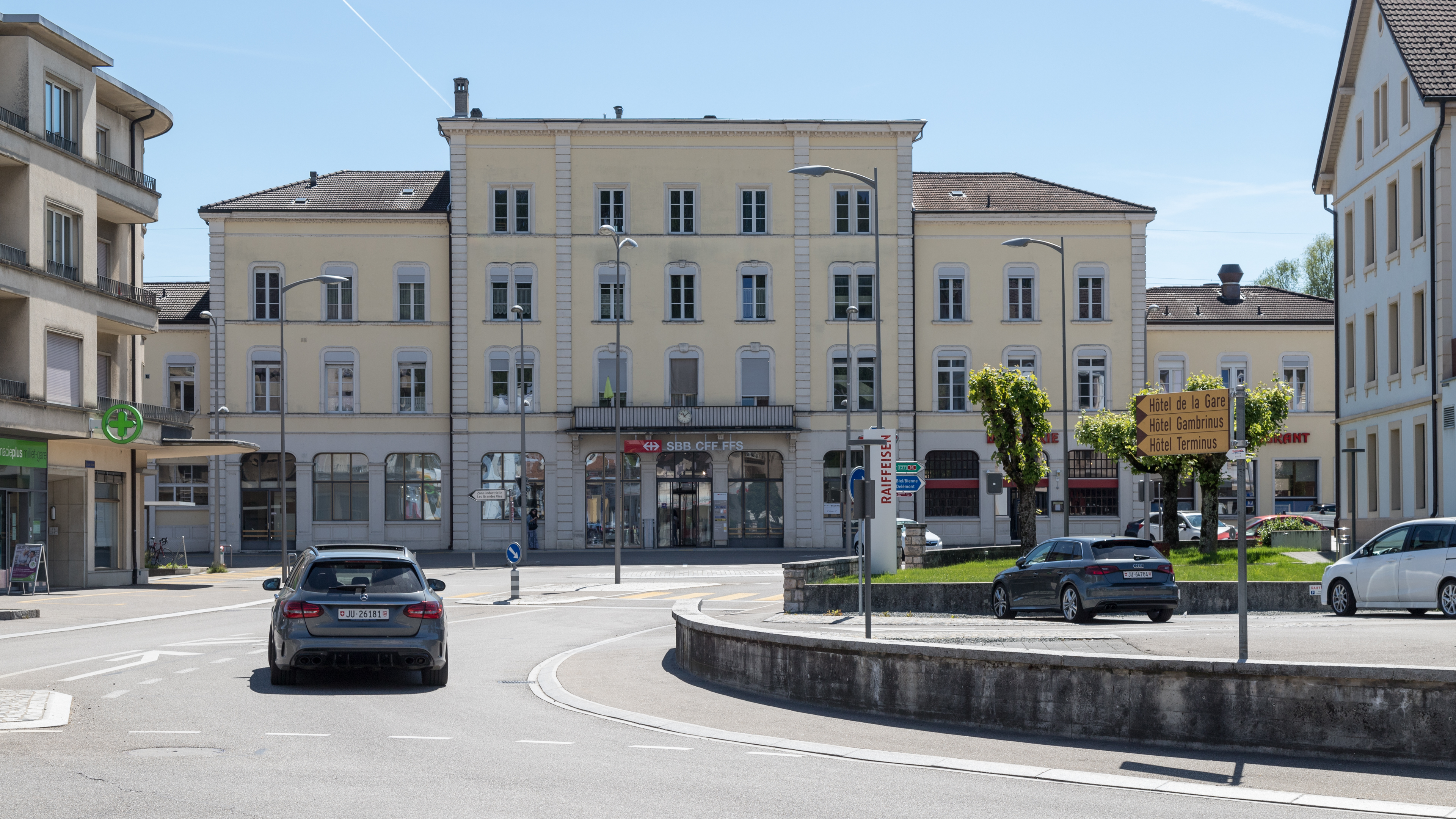
Gare CFF de Porrentruy.

- La ligne ferroviaire CFF Bienne - Delémont - Porrentruy - Delle ;
- La ligne de Porrentruy à Bonfol des Chemins de fer du Jura (CJ) ;
- L'autoroute A16 Bienne - Delémont - Porrentruy - Belfort, Sortie 4 (Porrentruy-Ouest) direction Courtedoux et Bressaucourt et sortie 5 (Porrentruy-Est) direction Alle et Courgenay.

## Histoire
| Appartenances historiques Principauté épiscopale de Bâle 1283–1397 Comté de Montbéliard 1397-1461 Principauté épiscopale de Bâle 1461–1792 République rauracienne 1792-1793 République française (Mont-Terrible) 1793-1800 République française (Haut-Rhin) 1800-1804 Empire français (Haut-Rhin) 1804-1815 Berne, Suisse 1815–1978 Jura, Suisse 1979–présent |

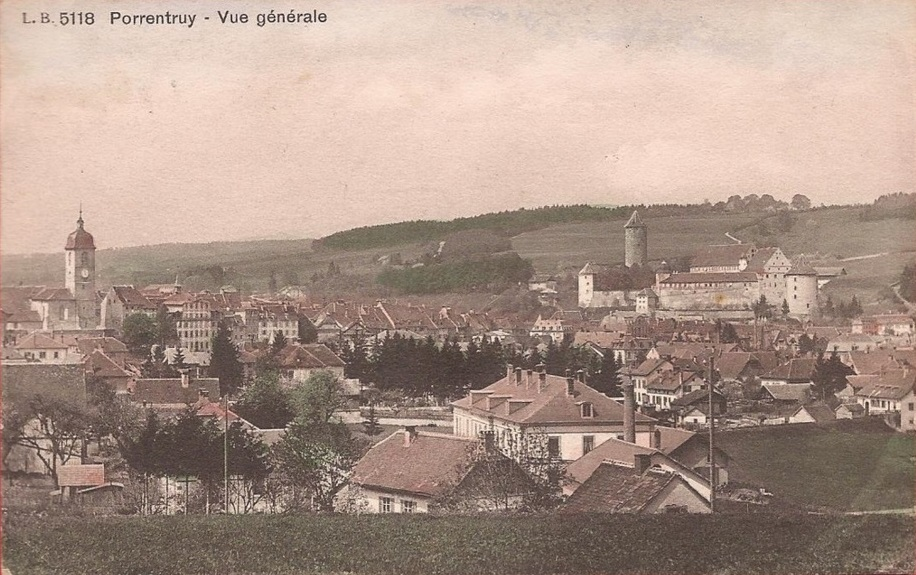
Vue générale de Porrentruy et du château vers 1910.

Le site est habité dès l'époque romaine (en 1983, un fanum (temple gallo-romain) a été mis au jour, près du cimetière actuel « En Solier »), mais les premières mentions historiques se situent entre 968 et 1148. Il semble que le nom provienne soit du germanique brunntrutt (« source abondante ») soit du latin pons Ragentrudis (de Ragnétrude, compagne du roi franc Dagobert Ier). Les documents révèlent l'existence d'une petite bourgade, avec une église paroissiale dédiée à saint Germain et, après 1233, avec une chapelle située sur la colline sud, à l'emplacement de l'actuelle église Saint-Pierre.
En 1283, Porrentruy reçoit sa charte de franchises de l’empereur Rodolphe de Habsbourg. Mais au XIIIe siècle la situation se complique ; engagée sous condition au comte de Montbéliard en 1236, la ville doit faire retour aux Ferrette, mais ceux-ci ont, entretemps, cédé leurs droits à l’évêque de Bâle. Le nouveau comte de Montbéliard, Renaud de Bourgogne (frère d’Othon IV, comte de Bourgogne), ne tient pas à accroître encore la puissance de son voisin. Il entre en guerre ouverte contre l’évêché de Bâle et se saisit du château de Porrentruy. La même année, pour financer sa campagne, Renaud accorde des franchises, immunités et privilèges semblables aux bourgeois de la cité de Montbéliard, moyennant 1 000 livres estevenantes (monnaie de Besançon). Mais au bout du compte, les princes-évêques de Bâle, soutenus par l’Empereur, auront raison de Renaud de Bourgogne. En 1386, l'évêque Imier de Ramstein dut vendre toute l'Ajoie, Porrentruy et son château, au comte Étienne de Montbéliard (maison de Montfaucon) pour 11 000 florins. À sa mort, en 1397, l’héritage tomba dans la corbeille de sa petite-fille, Henriette d’Orbe, qui épousa 10 ans plus tard Eberhard IV, comte de Wurtemberg.
En 1409, Eberhard IV confirma les franchises de la ville aux bourgeois de Porrentruy (ainsi qu’à ceux de Montbéliard). Devenue veuve et gouvernant seule le Wurtemberg, la comtesse Henriette régnera sur la cité de Porrentruy ; elle devait encore acquérir de l’évêque de Bâle, pour 3 000 florins d’or, la partie occidentale de l’Ajoie. Les bourgeois de Porrentruy n’ont d’ailleurs eu qu’à se louer de l’administration des Wurtemberg, qui leur avaient octroyé des privilèges et des bienfaits. Les princes wurtembergeois régneront encore sur Porrentruy jusqu’en 1461, date à laquelle ils rétrocédèrent toute l’Ajoie à l'évêque Jean de Venningen, moyennant une somme considérable.
Après le passage de la ville de Bâle à la Réforme protestante (1528), Porrentruy devint le siège « provisoire » des princes-évêques de Bâle et le resta officiellement jusqu'en 1828, date à laquelle le siège fut transféré à Soleure. L'épiscopat de Jacques Christophe Blarer de Wartensee (1575-1608) fut une époque brillante pour la ville, suivie de la période noire de la guerre de Trente Ans.
Le 28 avril 1792, la ville fut prise par les troupes françaises du général Custine. D'abord capitale de l'éphémère République rauracienne, Porrentruy devint le chef-lieu du département français du Mont-Terrible en 1793. En 1800, ce département fut rattaché au Haut-Rhin, Porrentruy devenant alors un simple chef-lieu d'arrondissement.
En 1815, à la suite de la défaite de Napoléon Ier, le Congrès de Vienne décide du rattachement à la Confédération suisse des territoires précédemment annexés par la France. Mais au lieu de rejoindre la Confédération en tant que nouveau canton, les villes qui formaient l'ancienne principauté épiscopale de Bâle et l'ancien département du Mont-Terrible (dont Porrentruy) sont pour la plupart englobées dans le canton de Berne.
Cette décision est à l'origine de la « question jurassienne », qui ne se soldera (en partie) qu'en 1979 avec la création du Canton du Jura, dont le chef-lieu est établi à Delémont, cette ville s'étant davantage développée que sa voisine.

## Politique et administration

### Organisation
Les autorités municipales sont constituées de deux pouvoirs : le législatif et l’exécutif.

Composition législature 2023-2027.

- Composition législature 2023-2027.Le législatif s'appelle « Conseil de ville ». Il se compose de 41 membres, élus tous les cinq ans, selon le système proportionnel. Il exerce la surveillance de l'ensemble de l'administration communale et prend les mesures nécessaires à cet effet.
Répartition proportionnelle au « Conseil de ville » pour la législature 2023-2027 : Le Centre : 13 ; PS-Les Verts : 12 ; PLR : 9 ; PCSI : 7 ; 
Président(e) : Sébastien Piquerez (Le Centre) (2024).
- L'exécutif, appelé « Conseil municipal », est composé de six conseillers et du maire, qui en est le président. Le vice-président (adjoint) est élu par le conseil communal, pour une durée d'une année, par rotation. Le maire est élu pour cinq ans selon le système majoritaire à deux tours et les membres du Conseil (« conseillers municipaux ») sont élus selon le système proportionnel pour cinq ans également. L'exécutif exerce dans l'administration tous les pouvoirs qui ne sont pas attribués à un autre organe par des prescriptions de droit fédéral, cantonal ou communal. Il représente la commune municipale envers les tiers.
Répartition des sièges « Conseil municipal » pour la législature 2023-2027 : Le Centre : 2 ; PCSI : 2 ; PS-Les Verts : 2 ; PLR : 1 ;

### Liste des maires
| Début | Fin  | Nom                                | Parti          | Qualité |
| ----- | ---- | ---------------------------------- | -------------- | --- |
| 1800  | 1807 | Jean-Georges Quiquerez (1755-1832) |                | Notaire ; Receveur et conseiller des finances du prince-évêque ; Receveur de l'enregistrement dans le Mont-Terrible.                                                                                               |
| 1858  | 1860 | Joseph Trouillat (1815-1863)       | Conservateur ; | Professeur et bibliothécaire au collège de Porrentruy ; Conservateur des archives de l'évêché de Bâle. |
| 1860  | 1874 | Pierre-François Girardin (?-?)     |                | Négociant ; Député au Grand Conseil bernois (1846-1847 ; 1854-1860). |
| 1874  | 1876 | Charles Bodenheimer (?-?)          | Radical        | Médecin ; Président de la Commission de l'École cantonale de Porrentruy. |
| 1876  | 1878 | Hyppolyte Paulet (1818-1879)       | Radical        | Géomètre ; Député au Grand Conseil bernois (1854-1862) ; Directeur du cadastre et de l'impôt foncier du Jura bernois (1873-1878) ; Conseiller national (1872-1879) ; Préfet du district de Porrentruy (1878-1879). |
| 1878  | 1891 | Népomucène Schmider (1816-1894)    | Radical        | |
| 1891  | 1896 | Ferdinand Kenel (?-1931)           | Radical        | Hôtelier, puis horloger. |
| 1896  | 1920 | Joseph Maillat (1854-1923)         | PLR            | Géomètre ; Directeur du cadastre du Jura bernois (1884-1923). |
| 1920  | 1939 | Achille Merguin (1863-1939)        | PLR            | |
| 1940  | 1950 | Paul Billieux (1884-1960)          | PLR            | Avocat ; Président du tribunal du district de La Neuveville (1910-1913) ; Procureur du Jura (1913-1954) ; Conseiller national (1922-1931, 1934-1943).                                                              |
| 1950  | 1972 | Charles Parietti (1912-1981)       | PLR            | Exploitant du Moulin des halles de Porrentruy ; Député au Grand Conseil bernois (1954-1970; 1973-1974). |
| 1972  | 1984 | Gabriel Theubet (1936-)            | PDC            | Instituteur, journaliste ; Chef de la Trésorerie générale du canton du Jura (1984-1993) ; Conseiller national (1987-1995).                                                                                         |
| 1985  | 1988 | Robert Salvadé (1936-)             | PDC            | Banquier ; Directeur de la filiale de la Banque cantonale bernoise à Porrentruy (1976-1979) ; Directeur adjoint (1979-1992), puis directeur général de la Banque cantonale du Jura (1992-1997).                    |
| 1988  | 1995 | Jean-Marie Voirol (1933-)          | PLR            | Instituteur ; Député au Parlement du canton du Jura (1982-1994). |
| 1996  | 2004 | Hubert Theurillat (1954-)          | PDC            | Avocat |
| 2005  | 2012 | Gérard Guenat (1946-)              | PDC            | Imprimeur. |
| 2013  | 2017 | Pierre-Arnauld Fueg (1972-)        | PDC            | |
| 2018  | 2022 | Gabriel Voirol (1961-)             | PLR            | Pharmacien ; Pharmacien cantonal du Jura (1989-2006) ; Député au Parlement du canton du Jura dès 2015. |
| 2023  |      | Philippe Eggertswyler (1969-)      | PCSI           | |

### Jumelage
Porrentruy est jumelée avec Tarascon (France), ou Tarascon-sur-Rhône, commune française située à l'extrémité ouest du département des Bouches-du-Rhône et de la région Provence-Alpes-Côte d'Azur, peuplée de 15 056 habitants en 2015. Le jumelage a été ratifié en 1969.

## Population et société

### Démographie

#### Évolution de la population
La commune compte 6 601 habitants au 31 décembre 2023 pour une densité de population de 448 hab/km2. Sur la période 2010-2023, sa population a diminué de −1,3 % (canton : 6,4 % ; Suisse : 9,4 %).  

#### Pyramide des âges
En 2023, le taux de personnes de moins de 30 ans s'élève à 31 %, au-dessous de la valeur cantonale (32,1 %). Le taux de personnes de plus de 60 ans est quant à lui de 32,5 %, alors qu'il est de 29,4 % au niveau cantonal.
La même année, la commune compte 3 240 hommes pour 3 361 femmes, soit un taux de 49,1 % d'hommes, inférieur à celui du canton (49,5 %).
| Hommes | Classe d’âge | Femmes |
| ------ | ------------ | ------ |
| 1,0    | 90 ans ou +  | 2,5    |
| 9,6    | 75 à 89 ans  | 13,9   |
| 17,9   | 60 à 74 ans  | 20,0   |
| 19,7   | 45 à 59 ans  | 20,4   |
| 17,6   | 30 à 44 ans  | 15,4   |
| 20,6   | 15 à 29 ans  | 16,6   |
| 13,5   | - de 14 ans  | 11,2   |

| Hommes | Classe d’âge | Femmes |
| ------ | ------------ | ------ |
| 0,7    | 90 ans ou +  | 1,8    |
| 8,6    | 75 à 89 ans  | 10,7   |
| 18,2   | 60 à 74 ans  | 18,8   |
| 20,3   | 45 à 59 ans  | 20,5   |
| 18,4   | 30 à 44 ans  | 17,8   |
| 18,1   | 15 à 29 ans  | 16,0   |
| 15,6   | - de 14 ans  | 14,4   |

### Enseignement supérieur
- Lycée cantonal de Porrentruy, division commerciale et technique du CEJEF
- Haute école spécialisée de Suisse occidentale (HES-SO), école d'ingénieurs Arc partagée avec Saint-Imier, Le Locle (microtechniques, génie mécanique, génie électrique et informatique).

### Sports
La ville compte un club de hockey sur glace en Championnat de Suisse de hockey sur glace de national league : le HC Ajoie.
Elle a été ville étape du Tour de France le dimanche 8 juillet 2012.

## Économie
La ville de Porrentruy est le centre économique de l'Ajoie. De nombreuses entreprises dans le domaine de la construction, de la mécanique et de l'horlogerie y sont installées. Les commerces sont principalement concentrés dans la vieille-ville. Cependant, deux centres commerciaux sont installés en bordure de la vieille-ville, sur la route de Courgenay. Porrentruy abrite aussi les succursales des principales banques du pays. Elle est le siège de la Banque cantonale du Jura.

## Culture et patrimoine

### Héraldique
| Blason | Blasonnement : D'argent au sanglier saillant de sable. |

### Légende du sanglier
Le sanglier possède une place particulière dans la culture bruntrutaine. Encore aujourd'hui, on le rencontre dans les forêts avoisinantes, sur les armoiries et sous la forme d'une statue devant la mairie. La légende raconte :

« Un jour d’autrefois, une singulière bête, courant ventre à terre, queue en l’air et la gueule grande ouverte (un énorme sanglier) franchissait le rempart de dix pieds comme si ç’avait été une petite clôture de rien du tout.
Après moult péripéties dont le récit fait état, la bête fut frappée à mort par la hache lancée d’une fenêtre par un courageux bruntrutain ! Elle s’écroula finalement devant le perron de l’Hôtel de ville.
L’aventure fit comprendre à « Messieurs du Conseil » qu’en certains endroits le mur de l’enceinte de la ville était insuffisamment haut pour s’opposer aux attaques de l’ennemi. Il fut donc décidé de pousser les remparts à une hauteur plus imposante.
Ce sanglier providentiel était donc, à n’en pas douter, le messager des Puissances protectrices de la cité… Le Conseil arrêta, en séance solennelle, que, dorénavant, le sanglier deviendrait l’emblème de la louable ville de Porrentruy. Les étendards de la cité arborèrent donc le sanglier de sable sur champ d’argent et les sceaux officiels imprimèrent sur tous les documents l’animal héraldique, hirsute, bondissant et grognant, qui avait incarné, à un moment mémorable, le bon génie de la cité. »

### Lieux et monuments
- Le château ;
- L'église Saint-Pierre ;
- L'église Saint-Germain ;
- Le collège Saint-Charles ;
- L'hôtel-Dieu (ancien hôpital) ;
- L'Hôtel des halles ;
- L'ancienne église des Jésuites ;

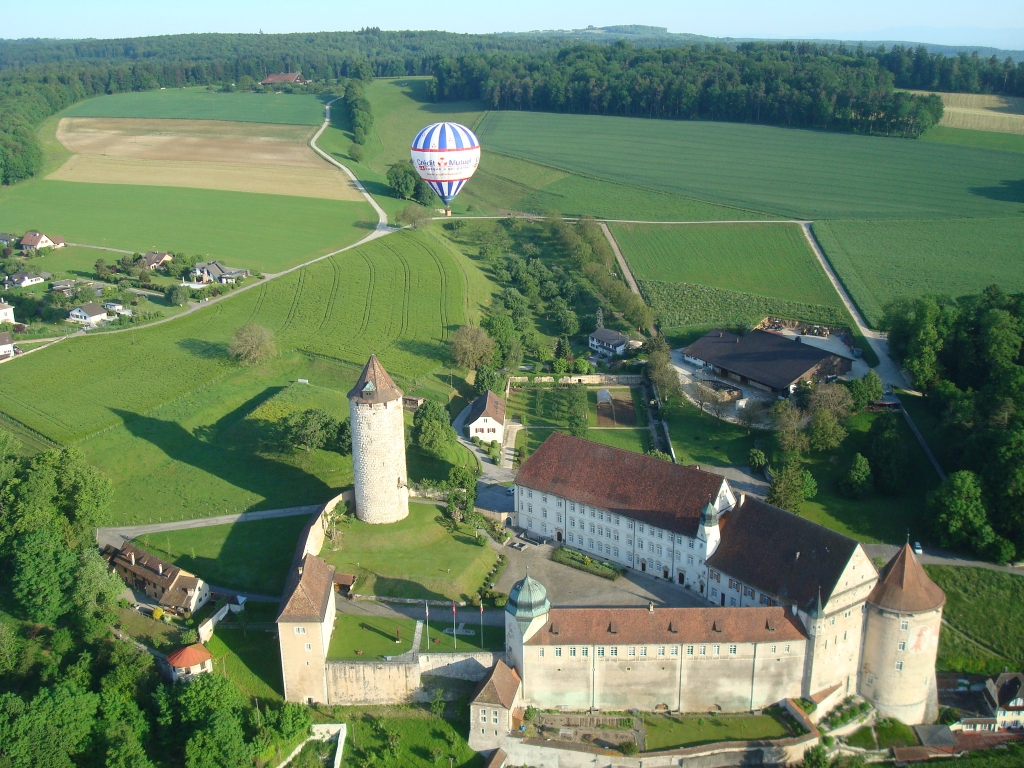
Vue du château depuis une montgolfière.

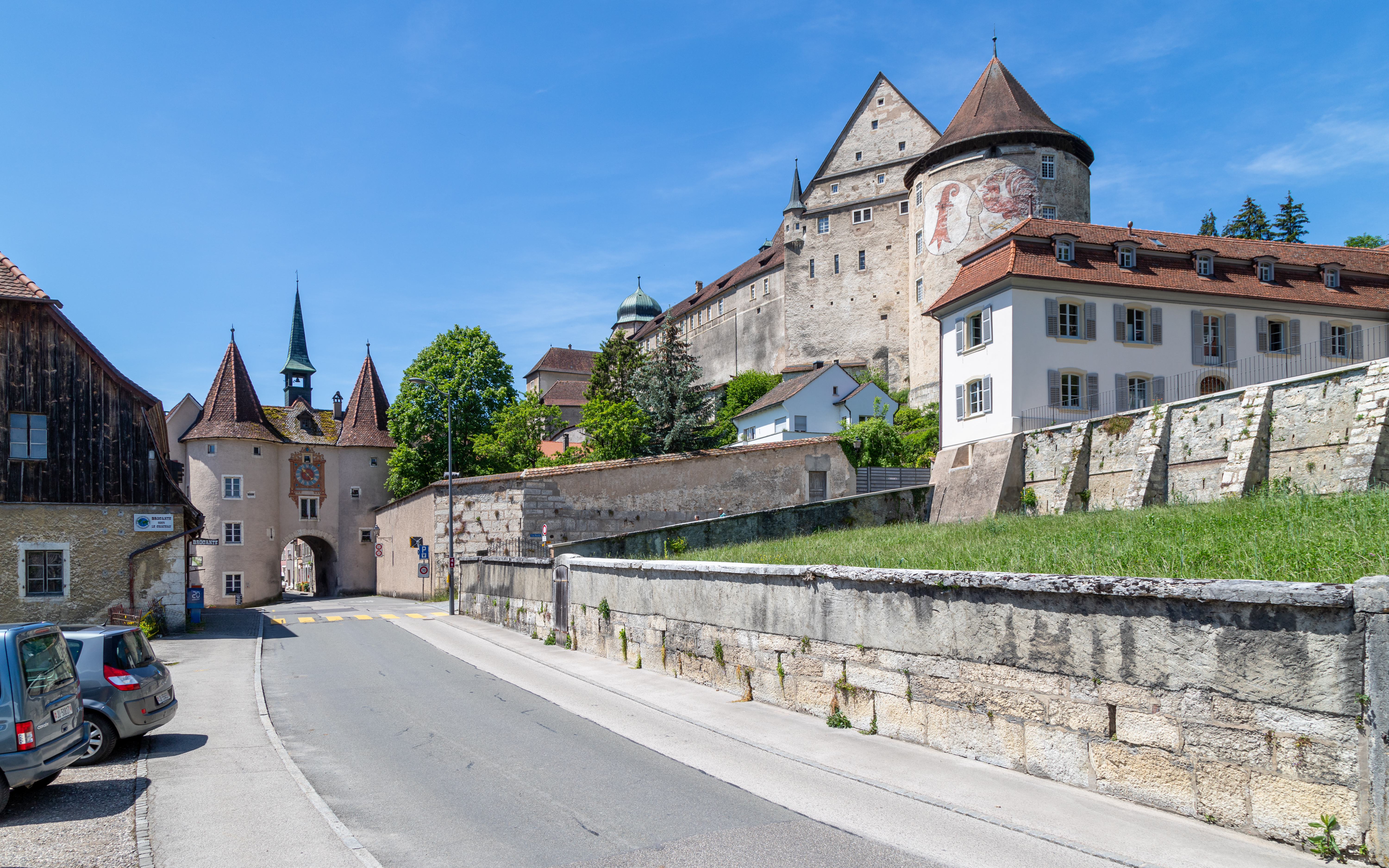
Château de Porrentruy et Porte de France.

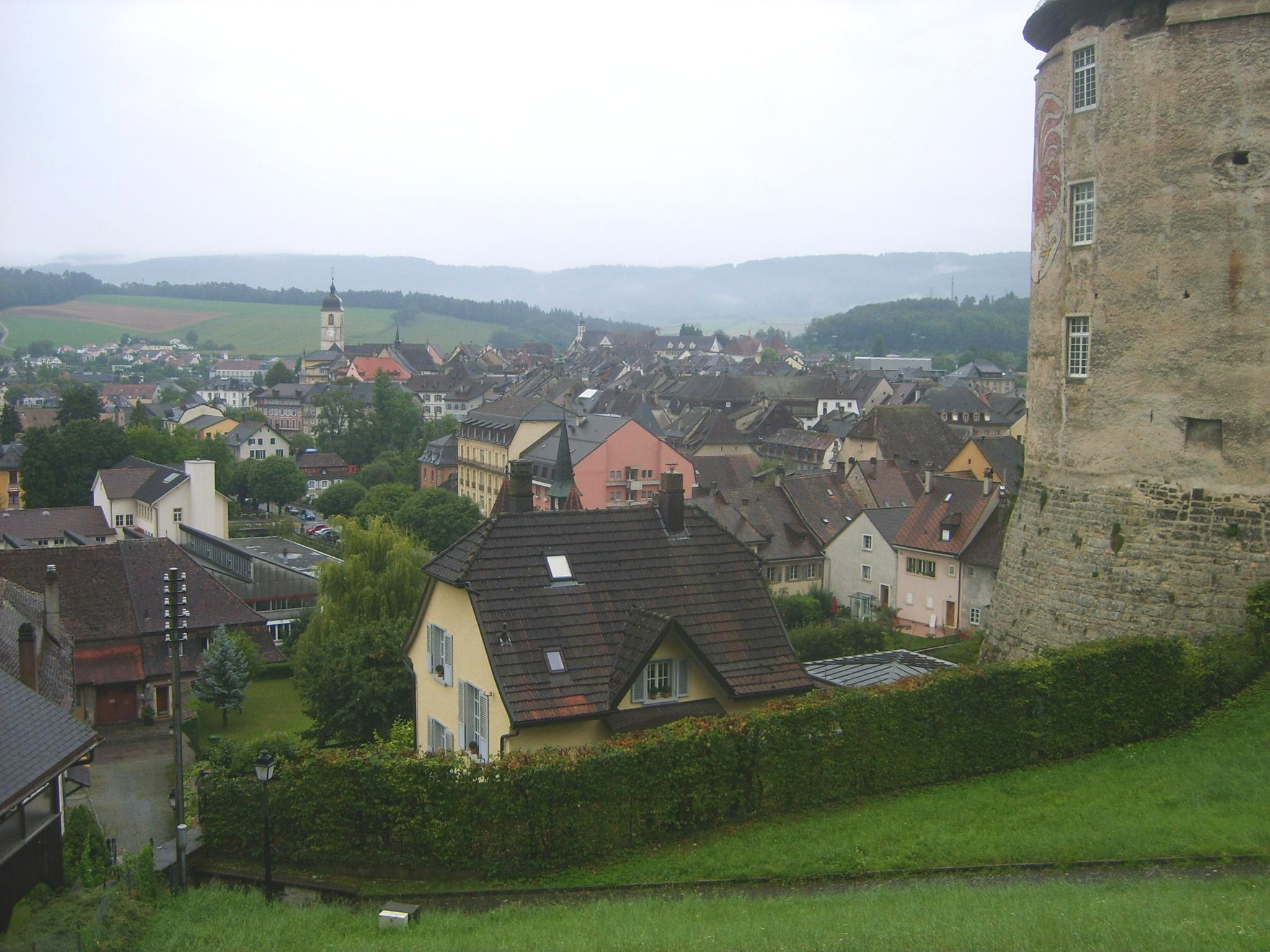
Vue depuis le château.

- L'ancien collège des Jésuites (lycée cantonal) ;
- L'école Juventuti ;
- L'hôtel de Gléresse ;
- La chapelle de Lorette ;
- L'hôtel de ville ;
- La porte de France ;
- Les trois fontaines historiques : La Samaritaine, le Suisse et la Boule dorée ;
- Le pavillon des remparts ;
- Le POPA.

### Arts et culture
Porrentruy possède depuis 2016 un musée unique en Europe consacré à l'art optique, le POPA (Porrentruy Optical Art).
Depuis 2017, Porrentruy fait partie de l'association Les plus beaux villages de Suisse.

### Personnalités liées à la commune
- Joseph Anton Auffmann (v.1720-1778), compositeur, maître de chapelle et organiste allemand de la période classique ;
- Pierre-François Pâris (1721-1799 ?), géomètre, architecte des prince-évêques, directeur des travaux public, président du conseil de régence en 1792 ;
- Xavier Stockmar (1797-1864), homme politique et patriote jurassien, cofondateur de la Société d'émulation du Jura en 1847 ;
- Jules Thurmann (1804-1855), géologue et botaniste suisse ;
- Jean-Baptiste Jecker (1812-1871), homme d'affaires, né à Porrentruy ;
- Robert Caze (1853-1886), écrivain, exilé par la Commune à Porrentruy ;
- Emil Causé (1867-?), décorateur franco-suisse né dans cette ville ;
- Auguste Viatte (1901-1993), homme de lettres, né à Porrentruy ;
- Maurice Lapaire (1905-1997), peintre suisse né à Porrentruy ;
- Jean-Paul Pellaton (1920-2000), écrivain, né à Porrentruy ;
- François Schaller (1920-2006), économiste, président du conseil de la Banque nationale, né à Porrentruy ;
- Pierre Michel (1924-2009), peintre, né à Porrentruy ;
- Jean-Pierre Schaller (1924-2021), théologien, né à Porrentruy ;
- Alexandre Voisard (1930-2024), écrivain, né à Porrentruy ;
- Michèle Bolli (1945-), écrivain vaudoise y est née ;
- Georges Baumgartner, journaliste, né à Porrentruy en 1952 ;
- François Schaller, journaliste et essayiste, né à Porrentruy le 22 décembre 1954 ;
- Bernard Comment, écrivain, né à Porrentruy en 1960 ;
- Giselle Rufer, cheffe d'entreprise, a grandi à Porrentruy ;
- Jean-François Comment, artiste, né à Porrentruy en 1919, mort en 2002 dans la même ville ;
- Arnaud Bédat (1965-2023), reporter, né à Porrentruy, auteur de livres à succès sur le pape François ;
- Rodolphe Cattin, designer horloger et joailler, né le 28 juillet 1958 à Porrentruy ;
- Florian Froehlich (1959-), artiste contemporain, né à Porrentruy.

### Distinctions
- Elle obtient le prix Wakker en 1988 ;
- Elle fait partie depuis 2017 des plus beaux villages de Suisse.